# Трохимівка (Роздільнянський район)
Трохи́мівка — село в Україні, у Великомихайлівській селищній громаді Роздільнянського району Одеської області. Населення становить 42 осіб.
До 17 липня 2020 року було підпорядковане Великомихайлівському району, який був ліквідований.
Поблизу села створено ландшафтний заказник місцевого значення Фрасине.

## Населення
Згідно з переписом 1989 року населення села становило 74 особи, з яких 40 чоловіків та 34 жінки.
За переписом населення 2001 року в селі мешкала 41 особа.

### Мова
Розподіл населення за рідною мовою за даними перепису 2001 року:
| Мова       | Відсоток |
| ---------- | -------- |
| українська | 95,24 %  |
| молдовська | 4,76 %   |